# Tilikum
Tilikum fue una orca macho (Orcinus orca) (c. 1981-SeaWorld, Orlando, Florida, 6 de enero de 2017) que vivió en cautiverio en el parque SeaWorld de Orlando, Estados Unidos. Se vio involucrado en ataques mortales hacia humanos, lo cual sumado a otros incidentes lo convirtieron en el espécimen con el historial más extenso de ataques a seres humanos. Falleció a los 36 años a consecuencia de la infección respiratoria que había minado su salud, según informó el parque SeaWorld. Se mantuvo cautivo durante 33 años, y fue nombrado por PETA, en su memoria y reconociendo el coraje y valor que tuvo durante su cautiverio, como el primer "animal del año" el mismo día de su muerte.
La orca estuvo involucrada en la muerte de tres personas y fue protagonista principal del documental Blackfish. A raíz del último incidente a principios de 2010, el animal fue retirado del espectáculo durante un año aproximadamente, hasta el 30 de marzo de 2011, cuando volvió de nuevo a actuar.

## Descripción
En 2010, Tilikum medía 6,9 m de longitud y pesaba 5400 kg. Sus aletas pectorales tenían aproximadamente 2 m de longitud, su aleta caudal estaba curvada hacia abajo y gran aleta dorsal de 1,8 m estaba completamente colapsada hacia el lado izquierdo. Ha sido la orca más grande en cautiverio y la más fértil en ese estado, con 21 hijos engendrados, de los cuales diez aún sobreviven. En la jerga chinook del noreste de América del Norte, su nombre significa «amigos, parientes, tribu, nación, pueblo»

## Cautiverio

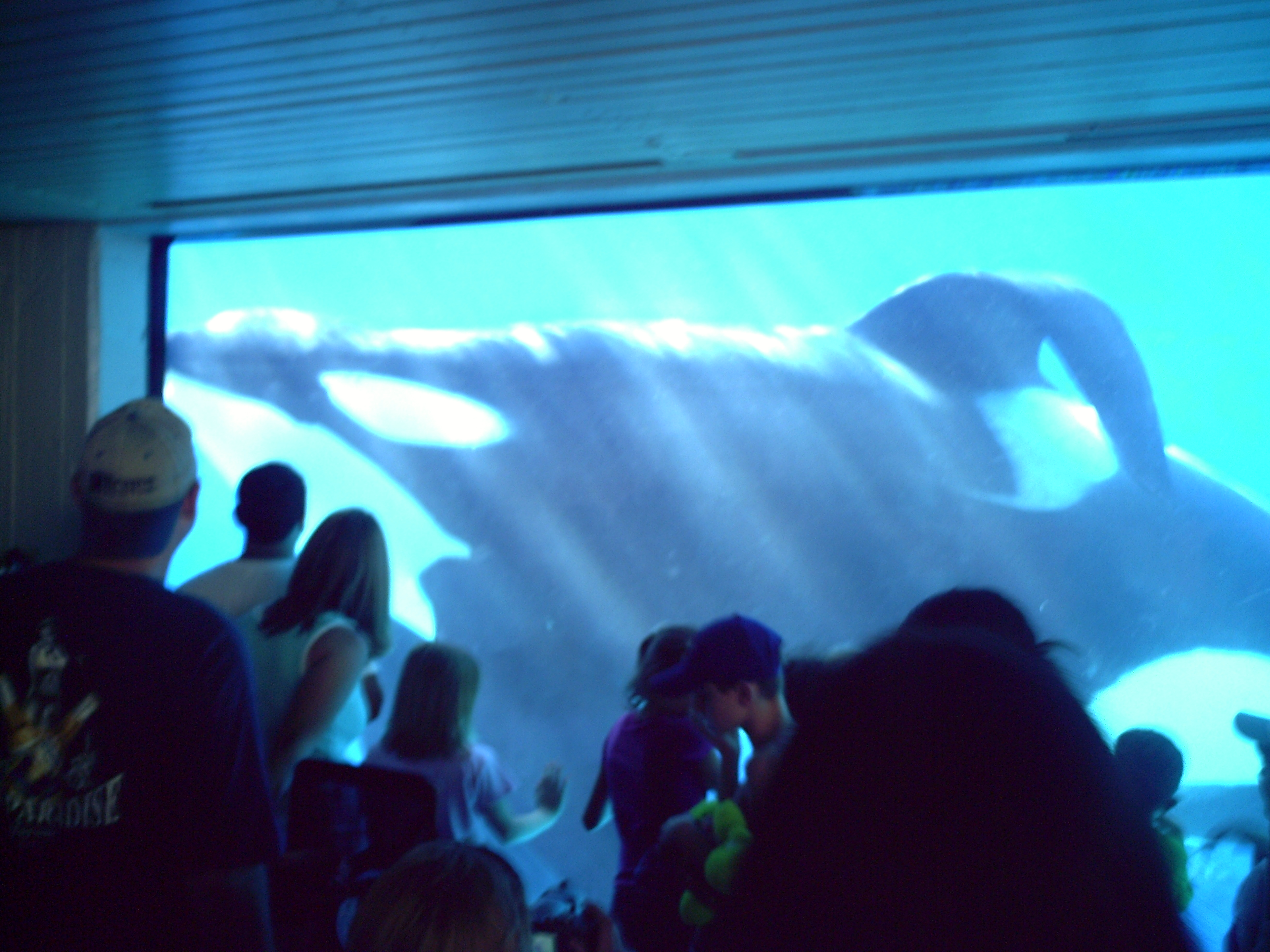
Tilikum en exhibición.

Tilikum fue separado de su grupo familiar y capturado cerca de Islandia en noviembre de 1983, cuando contaba con cerca de dos años de edad (en libertad las orcas macho viven hasta los 80 años por lo que era muy joven). Se le privó de libertad junto a otros dos animales: un macho (Nandú) y una hembra (Samoa), ambos fallecidos en cautividad.

### Sealand del Pacífico
Tilikum fue enviado inicialmente a Sealand del Pacífico en Victoria, Canadá.
Allí tuvo una difícil convivencia con  dos hembras: Haida II y Nootka IV. El parque solo contaba con los 3 animales y tenían serios problemas de espacio.
Las orcas eran recluidas en piscinas muy pequeñas (unos 6x9 metros) cuando se cerraba el parque (un total de 2/3 del día) provocándoles mucho estrés y frustración que se tradujo en agresiones y trauma psicológico.  Tilikum era habitualmente agredido por sus compañeras y solía tener heridas.
Cabe señalar que el entrenamiento de Tilikum fue muy agresivo y funcionaba mediante castigo: era entrenado junto a otra hembra (que estaba más adiestrada que él) y ambos eran castigados cuando Tilikum fallaba los números y no la imitaba. Esto provocó que su compañera se volviera contra él.
Tilikum, siendo el único macho y siendo las orcas en libertad muy matriarcales, era constantemente atacado por las dos hembras provocando que hubiera que separarlo. Se piensa que ese aislamiento le provocó graves secuelas psicológicas (puesto que las orcas nunca se separan de su familia y son muy sociales).
Durante su estancia engendró a su primera cría llamada Kyoquot (1991), el cual también se vio involucrado más tarde en el ataque a un entrenador (al que persiguió por la piscina lanzandose sobre él repetidas veces). De Nootka IV engendró una cría nacida muerta cuando contaba aproximadamente ocho o nueve años de edad, en diciembre de 1991.
El 20 de febrero de 1991 mató a Keltie Byrne, una nadadora que trabajaba a tiempo parcial de entrenadora. Esa fue la causa de que Sealand cerrara aunque el parque no contaba en absoluto con la capacidad para albergar a los animales.

### Seaworld Orlando
En 1992 fue trasladado a SeaWorld, Orlando, Florida.
La convivencia allí con el resto de hembras también fue muy difícil puesto que una vez más éstas le agredían y en cautiverio no había posibilidad de huir del conflicto. Alternaba por tanto momentos de agresiones con momentos de aislamiento (al ser el único macho) que dañaron gravemente su psique.
Desde su llegada a SeaWorld, engendró doce hijos con diferentes hembras, algunas de ellas que eran hijas suyas.
Su primer hijo allí lo tuvo con una hembra llamada Katina; se llamó Taku y nació en septiembre de 1993.
Los siguientes hijos que salieron adelante fueron: Nyar (1993-1996),  Unna (1996 tras nacer fallecida), Sumar (1998-2010), Tuar (1999), Tekoa (2000), Nakai (2001), Kohana (2002), Ikaika (2002), Skyla (2004), Malia (2007), Sakari (2010) y Makaio (2010).
Engendró a otras que nacieron muertas en 1994, 1996,1997 y 2001.
Aparte de los ataques mortales protagonizados por Tilikum, presentaba otros síntomas de inestabilidad psíquica como apatía, permaneciendo cada día varias horas sin moverse en su tanque. Según varios biólogos marinos y licenciados en ciencias ambientales, esto es debido a los numerosos traumas que su captura y posterior experiencia en cautividad le han provocado, ya que ha convivido con hembras que le acosaban y atacaban, ha permanecido hasta 14 horas diarias en tanques pequeños sin luz y ha realizado diariamente espectáculos a cambio de comida.
En 2005 nació su primer nieto, Trua (hijo de Takara y Taku), en 2007 nació su nieta Nalani (hija/hermana de Taku y hija/nieta de Katina), de Kohana nacieron sus nietos Adán (2010) y Victoria (2012-2013) y en 2017 Kyoquot se convertiría en padre con el nacimiento de la última orca en cautiverio, Kyara, nacida de Takara, pero falleció en ese mismo año.

## Incidentes

### Primer incidente
Mientras estaba en Sealand, el 21 de febrero de 1991, Tilikum estuvo involucrado en un incidente que terminó en la muerte de una entrenadora, Keltie Byrne.
Esta fue cogida por Tilikum y arrastrada al estanque con las orcas. Tilikum la agarró de la pierna y la metió al agua y Haida II (entonces preñada) y Nootka IV, dieron vueltas alrededor del estanque mientras Tilikum ahogaba a Keltie Byrne hasta que falleció, ella pidió auxilio en la que una testigo del espectáculo, reconoció oírla gritar "¡No quiero morir! ¡Ayuda!". Sealand lo tapó como un accidente de la entrenadora, que resbaló, se cayó al estanque y ahí, ya entre las orcas, se cree que siendo Tilikum el instigador (se cree puesto que el público diferenciaba difícilmente a los 3 animales entre ellos), fue ahogada.

### Segundo incidente
El 6 de julio de 1999, Daniel Dukes, un hombre de 29 años, fue encontrado desnudo sobre la espalda de Tilikum. Daniel Dukes había visitado SeaWorld el día anterior, volvió a entrar después de que el parque cerrara las puertas y evadió la seguridad para acceder al tanque de la orca. Un empleado descubrió el cuerpo que era acarreado sobre la espalda de la orca al día siguiente. Las primeras versiones dadas por SeaWorld aseguraban que el hombre no tenía marcas de mordeduras en su cuerpo, ni había signo alguno de sangre en el estanque, aunque encontrar restos de sangre hubiera sido imposible porque el tanque contenía millones de litros de agua y un cuerpo humano solo 7 de sangre. Luego se sabría que la ausencia de marcas de mordisco en el cuerpo no era cierta, ya que, entre otras cosas, el hombre había sido castrado por Tilikum. A pesar de ello, inicialmente la policía declaró que la muerte ocurrió por ahogamiento e hipotermia. Siguiendo esta línea de razonamiento que favorecía a la empresa, algunos expertos aseguraron que una vez muerto, la orca consideró el cuerpo como un juguete y comenzó a jugar con él.
En la película documental Blackfish, este hecho se cuestiona, dado que el hombre apareció desnudo, Tilikum le había arrancado los genitales, y el cadáver presentaba numerosas contusiones y hemorragias subcutáneas. También se cuestiona que, dado que el parque (y sobre todo los tanques de las orcas) disponían de videovigilancia, y cada punto estaba siendo grabado las 24 horas de día, los vídeos nunca aparecieran. No ha sido esclarecido cómo Daniel Dukes entró en el parque ni en la piscina de las orcas.

### Tercer incidente
El 24 de febrero de 2010, Tilikum resultó envuelto en un tercer incidente cuando mató a Dawn Brancheau, una entrenadora de 40 años con 16 años de experiencia en SeaWorld. La entrenadora fue atacada después del espectáculo frente al menos dos docenas de turistas observando sobre el estanque y el área de observación submarina. Los empleados usaron redes y le lanzaron alimento intentando distraerlo.
Movilizándose entre los estanques dentro del complejo, eventualmente detuvieron a Tilikum liberando el cuerpo de la entrenadora, antes de darse cuenta de que el animal todavía la sostenía por un brazo, que Tilikum engulló. El supervisor de ese número aseguró que Tilikum lanzó a la entrenadora al agua sujetándola del pelo en cola de caballo, porque confundió el pelo con un pez o un juguete, según los argumentos de los dueños del parque. Sin embargo, durante el juicio, este mismo supervisor declaró que no estaba seguro de ello. Como se puede apreciar en la grabación del incidente, la hipótesis más plausible es que la arrastrara del brazo durante la última fase del espectáculo (destinado a unir lazos). La autopsia de Brancheau reveló que la muerte ocurrió por ahogamiento y traumas contundentes. También se halló que su médula espinal estaba seccionada y que tenía fracturas en su mandíbula, costillas y una vértebra cervical.
Un representante de Sea World afirmó que la empresa tenía intención de regresar a Tilikum al espectáculo, pero que la decisión final no se tomaría hasta que se completase la revisión de los procedimientos.
El 23 de agosto de 2010, el parque fue multado con 75 000 dólares por la Occupational Safety and Health Administration (OSHA) por la violación de tres reglas de seguridad, dos de ellas relacionadas con la muerte de Brancheau. SeaWorld emitió un comunicado en que tildo los resultados de la OSHA como «carentes de fundamento».
Tilikum retornó al espectáculo de SeaWorld el 30 de marzo de 2011. Desde entonces, los entrenadores no se acercaban más allá de un pequeño murito para trabajar con él y no se permitía su entrada con la orca en el agua. Se usaban mangueras de alta presión para dirigir al animal y se instalaron barandillas y redes de seguridad en la piscina.

## Controversia
El 7 de diciembre de 2010, se informó que Tommy Lee, miembro de la PETA y la banda Motley Crue envió una carta a Terry Prather, presidente de SeaWorld, haciendo referencia al anuncio de SeaWorld de limitar el contacto de los humanos con Tilikum. En la carta, Lee se refiere a Tilikum como el banco de esperma de SeaWorld y describe el proceso que el parque usaba para obtener esperma de la orcas cautivas, mediante su masturbación con una vagina de vaca llena de agua caliente, además de denunciar su reclusión en un tanque de reducidas dimensiones tras la muerte de su entrenadora. La carta solicita a SeaWorld la liberación de Tilikum de su estanque. El 8 de diciembre de 2010, SeaWorld respondió a la carta de Lee, señalando que los señalamientos de PETA son inadecuados y que los entrenadores de SeaWorld «no entran ni han entrado al agua para este propósito».
En julio de 2013 se estrena el documental Blackfish acerca de los eventos que rodearon la muerte de la entrenadora Dawn Brancheau y el sufrimiento al que se ven sometidas las orcas en cautividad. De acuerdo a su directora, Gabriela Cowperthwaite, su finalidad es concienciar sobre las condiciones adversas que soportan los animales en cautiverio. En un comunicado, el parque SeaWorld, que se negó a participar en él, criticó el documental pues lo considera un intento de explotación comercial de una tragedia que según su opinión, dejaba de lado la gestión de la seguridad, protección y cuidado de los animales por parte del parque. El documental muestra el testimonio de varios exentrenadores e investigadores de orcas. Los exempleados de Seaworld explican como nunca fueron informados de los ataques de Tilikum y de otras orcas ocurridos desde que estos animales se utilizan en espectáculos, y que sus conocimientos sobre la biología de estos animales eran en realidad muy limitados. 
Por su parte, los investigadores entrevistados en el documental hacen hincapié en que la corta esperanza de vida de las orcas cautivas, la deformidad de sus aletas y el comportamiento anormal de Tilikum y otras orcas se debe con toda probabilidad al sufrimiento extremo que les supone su cautiverio y el vivir en espacios muy reducidos donde se ven obligadas a convivir con ejemplares de distinta procedencia y realizar espectáculos circenses a cambio de comida. El documental tuvo un fuerte impacto a nivel mundial en la opinión pública y en el debate sobre la crueldad de mantener orcas en cautividad.

## Muerte
El 6 de enero de 2017, Tilikum falleció a los 36 años en las instalaciones de SeaWorld en Orlando (Florida) a consecuencia de una infección pulmonar.